# عبد القادر فراح
 عبد القادر فراح  ولد بقصر البخاري في 26 مارس 1926 جده الشيخ الميسوم. سافر سنة 1946 إلى باريس لتعلم فن الرسم، أول من اجتذبه للعمل في المسرح مخرج هولندي كلفه بعمل تصميمات الديكور والملابس عام 1952 لأوبرا شمشوم ودليلة بمسرح أمستردام ثم تهاطلت عليه العروض فعين رئيسا لقسم بالمركز القومي الفرنسي للمسرح في الفترة من 1955 إلى 1961 ، بعدها دعاه الفنان الإنجليزي بيتر هول للالتحاق بفرقة شكسبير الملكية. 
- صمم فراح الديكور والملابس لعشرات المسرحيات في العالم ونال عن ذلك أكبر الجوائز.
- حصد الكثير من الجوائز العالمية تثمينا لموهبته الفنية الكبيرة ولإنجازاته العابرة للقارات في مجال التصميم المسرحي منها: جائزة لأفضل عروض السنة على مسرحية دائرة الطباشير القوقازية في عام 1958م، جائزة التحالف الفرنسي اقترحها أندريه مالرو ورفضها الفنان عبد القادر فراح احتجاجا على احتلال فرنسا للجزائر في عام 1960م، جائزة مدرسة المسارح الوطنية بكندا في عام 1968 م، حيث شغل فرَاح منصب مدير الدراسات للتصاميم والأزياء المسرحية، جائزة النقد اللندنية السنوية لأفضل تصميم مسرحي لعام 1971م، جائزة أفضل عرض مسرحي سنوي بباريس لمسرحية ريتشارد الثالث لفرقة شكسبير الملكية في 1972، جائزة من قبل مديري المسارح اللندنية لمسرحيتي هنري الخامس وهنري السادس في عام 1976م، جائزة النقد النمساوية قدمها مسرح بورج النمساوي بفيينا لمسرحية ترولوس وكرسيدا لشكسبير في 1978م، وجائزة منظمة مديري المسارح اللندنية لمسرحية الدمية الكوميدية الموسيقية لفرقة شكسبير الملكية في عام 1982.
- رفض قبولا جائزة وزارة الثقافة الفرنسية عام 1956 احتجاجا على الحرب الاستعمارية.[1]
- توفي يوم الثلاثاء 20 ديسمبر 2005 ببريطانيا عن عمر يناهز 79 سنة.